# Paul A. Samuelson

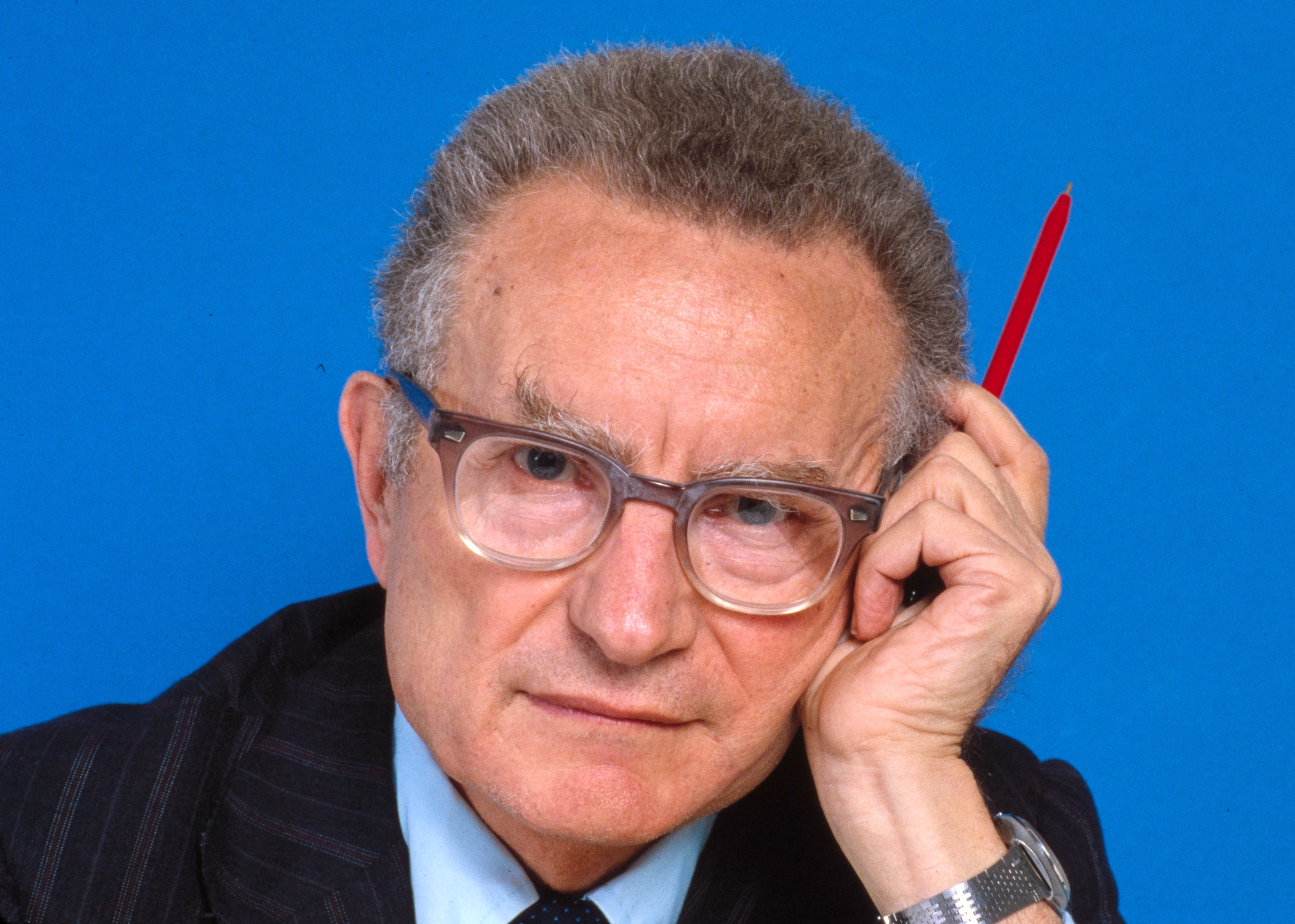
Paul A. Samuelson (1970er Jahre)

Paul Anthony Samuelson (* 15. Mai 1915 in Gary, Indiana; † 13. Dezember 2009 in Belmont, Massachusetts) war ein US-amerikanischer Wirtschaftswissenschaftler und Träger des Alfred-Nobel-Gedächtnispreis für Wirtschaftswissenschaften von 1970.

## Familie
Samuelson war jüdischer Abstammung. Seine Vorfahren waren aus dem heutigen Polen in die Vereinigten Staaten eingewandert. Samuelson wuchs als Sohn eines Drogisten in Indiana, Florida und Chicago auf. Sein jüngerer Bruder Robert Summers (1922–2012) und sein Neffe Lawrence Summers (* 1954) wurden ebenfalls Wirtschaftswissenschaftler. Samuelson war zweimal verheiratet und hatte sechs Kinder sowie 15 Enkelkinder.

## Berufliche Laufbahn
Nach Besuch der Hyde Park High School in Chicago studierte Samuelson an der University of Chicago, wo er 1935 den Bachelor of Arts und 1936 den Master of Arts erlangte. Promoviert wurde er 1941 an der Harvard University mit der Dissertation Foundations of Analytical Economics, welche die Grundlage für sein wegweisendes Werk Foundations of Economic Analysis (1947) bildet. Er war Schüler von Frank Knight, Jacob Viner, Henry Simons, Paul Sweezy und Joseph Schumpeter.
Gelehrt hat Samuelson hauptsächlich am Massachusetts Institute of Technology in Cambridge.
Samuelson war Mitglied der Demokraten und beriet unter anderem den Politiker Adlai Ewing Stevenson. Trotz Anfrage lehnte er ein Angebot von US-Präsident John F. Kennedy, Teil der Regierungsmannschaft zu werden, mit der Begründung ab, er wolle keine Position übernehmen, in der er nicht länger sagen und schreiben könne, was er wolle und wissenschaftlich für richtig halte. Zeitweise war er ständiger Berater des US-Schatzamtes und Berater der US-Zentralbank.

## Forschung
Samuelson hat in vielen Gebieten der theoretischen Volkswirtschaftslehre bahnbrechende Beiträge geliefert. Daher sind eine Reihe volkswirtschaftlicher Lehrsätze bzw. Effekte mit seinem Namen verbunden, insbesondere das Stolper-Samuelson-Theorem, die Bergson-Samuelson-Wohlfahrtsfunktion, das Lerner-Samuelson-Theorem, der Balassa-Samuelson-Effekt und die Samuelson-Musgrave-Bedingung.
Durch die Integration mathematischer und statistischer Methoden trug Samuelson wesentlich zur wissenschaftlichen Anerkennung der Volkswirtschaftslehre bei. Sein 1948 veröffentlichtes Werk Economics: An Introductory Analysis zählte zu den am weitesten verbreiteten ökonomischen Lehrbüchern. Michael M. Weinstein schrieb in der New York Times anlässlich seines Todes, er habe die Nationalökonomie „von einer Disziplin, die über wirtschaftliche Fragen grübelt, zu einer Disziplin verwandelt, die Probleme löst und Fragen über Ursache und Wirkung mit mathematischer Strenge und Klarheit beantwortet“.
Samuelson erhielt 1970 als erster Amerikaner den Preis für Wirtschaftswissenschaften der Schwedischen Reichsbank. In der Begründung zur Verleihung des Preises hieß es unter anderem:

„Samuelsons Beitrag besteht darin, dass er, mehr als jeder andere gegenwärtige Wirtschaftswissenschaftler, das allgemeine analytische und methodologische Niveau der Wirtschaftswissenschaften weiterentwickelt hat. Tatsache ist, dass er große Teile der Wirtschaftstheorie umgeschrieben hat. Er hat außerdem die fundamentale Einheit der Problemstellung und der analytischen Techniken in den Wirtschaftswissenschaften aufgezeigt. […] Samuelsons Beiträge erstrecken sich über eine riesige Bandbreite.“

Aufsehen erregte Samuelson 2004 mit der Forderung, das Tempo der Globalisierung durch politische Maßnahmen zu drosseln. In der Weltfinanzkrise sah er 2008 einen Beleg dafür, dass seine Warnungen vor zu starker Deregulierung begründet waren.

## Ehrungen
1942 wurde Samuelson in die American Academy of Arts and Sciences gewählt.
Im Jahr 1961 stand Samuelson der American Economic Association als gewählter Präsident vor.
Seit 1958 war er Mitglied der American Philosophical Society, seit 1960 der British Academy und seit 1970 der National Academy of Sciences.

## Publikationen (Auswahl)
- Economics. 19th edition, 2009. ISBN 978-0-07-126383-2 (englisch)
  - Volkswirtschaftslehre. 3. Auflage, 2007. ISBN 978-3-636-03112-9 (deutsch)
- Foundations of Economic Analysis, 2. Ed., 1982.
- Interactions between the Multiplier Analysis and the Principle of Acceleration. In: Review of Economics and Statistics, S. 75–78, Mee 1939.
- International Trade and the Equalization of Factor Prices. In: Economic Journal, Nr. 58, Juni 1948, S. 163–84.
- Mit Robert Dorfman und Robert Solow: Linear Programming and Economic Activity, 1958.
- A Note on the Pure Theory of Consumers’ Behavior. In: Economica NS, Nr. 5, Februar 1938, S. 61–71.
- The Pure Theory of Public Expenditure. In Review of Economics and Statistics, November 1954, S. 387–389